# 1255 в Україні

## Події
- Роман Данилович отримав правління в Чорній Русі.
- похід Лева Даниловича у Болохівську землю, князі якої як ординські данники підтримали Куремсу (Коренцу) у верхів'ях Південного Бугу.
- похід Лева Даниловича до Новогрудка на допомогу братові Романові та війна з ятвягами.
- Військо Данила звільнило від загонів Куремси землі вздовж Південного Бугу, Случі та Тетерева, взяло Возвягель (нині Звягель). Данилові вдалося відстояти від татар Бакоту (Поділля) та повернути зайняті ними міста на Волині[1]."Весною, порадившися з братом (Васильком) і з сином (Львом), послав він (Данило) [воєводу] Діонісія Павловича [і] взяв [город] Межибоже. А потім Данилові-таки люди і Василькові пустошили Болохів, а Львові — Побожжя і людей татарських". Були зруйновані «все городы, седлщие за татары», а більшість місцевих князів та бояр, щоб зберегти своє привілейоване становище та землі, пішли служити Данилу.[2].

## Засновані, зведені
- Стара Сіль